# Olga Fikotova
Olga Fikotova (Checoslovaquia, 13 de noviembre de 1932-12 de abril de 2024), fue una atleta checoslovaca, especializada en la prueba de lanzamiento de disco en la que llegó a ser campeona olímpica en 1956.

## Carrera deportiva
En los JJ. OO. de Melbourne 1956 ganó la medalla de oro en el lanzamiento de disco, llegando hasta los 53.69 metros que fue récord olímpico, superando a las soviéticas Irina Beglyakova (plata) y Nina Ponomaryova (bronce con 52.02 metros).